# Теклева чучулига
Теклевата чучулига, известна още като текла (Galerida theklae), е вид птица от семейство Чучулигови (Alaudidae).

## Разпространение
Видът се размножава на Иберийския полуостров, в Северна Африка и Субсахарска Африка от Сенегал до Сомалия.